# Синзієнь
Синзієнь, Синзієні (рум. Sânzieni) — село у повіті Ковасна в Румунії. Адміністративний центр комуни Синзієнь.
Село розташоване на відстані 178 км на північ від Бухареста, 33 км на північний схід від Сфинту-Георге, 59 км на північний схід від Брашова.

## Населення
За даними перепису населення 2002 року у селі проживали 2780 осіб.
Національний склад населення села:
| Національність | Кількість осіб | Відсоток |
| -------------- | -------------- | -------- |
| угорці         | 2756           | 99,1%    |
| румуни         | 19             | 0,7%     |

Рідною мовою назвали:
| Мова      | Кількість осіб | Відсоток |
| --------- | -------------- | -------- |
| угорська  | 2757           | 99,2%    |
| румунська | 22             | 0,8%     |